# Rio Curcubeul
O Rio Curcubeul é um rio da Romênia, afluente do Ilişoara Mare, localizado no distrito de Mureş.